# Art amb petxines

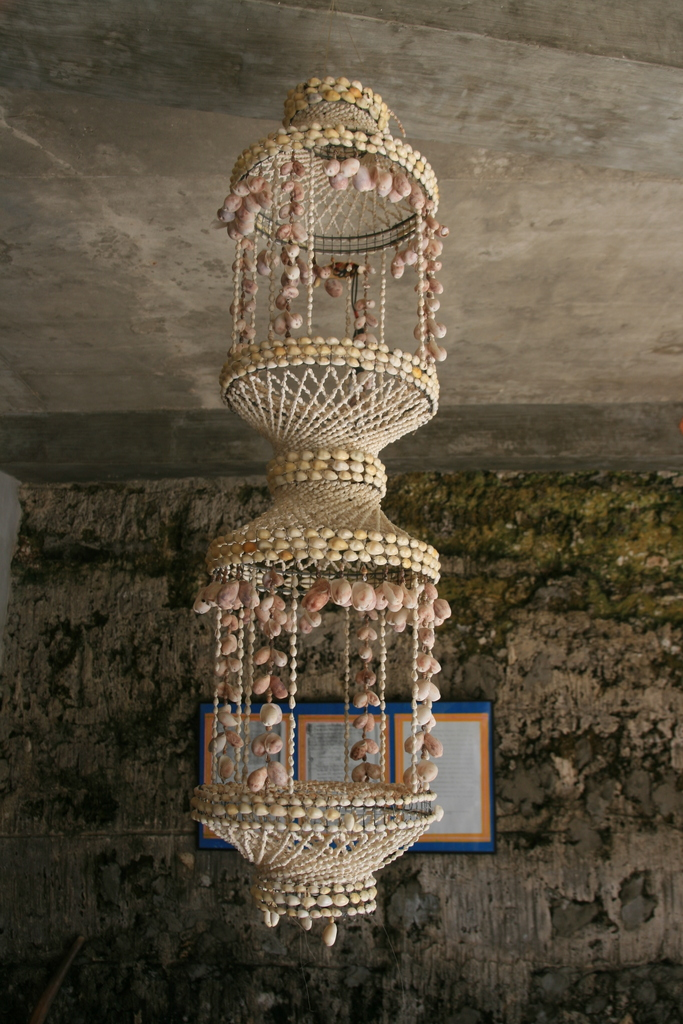
Làmpada típica de les Filipines, feta amb petxines.

L'art amb petxines inclou totes les formes d'arts plàstiques en què s'utilitza la petxina com a element central. Aquesta forma d'artesania inclou el disseny i la creació de petits objectes, com joies de petxines o estatuetes fetes de petxines; objectes de mida mitjana com caixes o marcs de mirall coberts amb petxines; regals d'amor de mariners (valentines en anglès); o objectes més grans com mosaics o grutes de petxines.
L'art amb petxines normalment és només art folklòric fet per amateurs; tanmateix, en algunes parts del món, com ara Filipines, és un negoci.